# Alboglossiphonia mesembrina
Alboglossiphonia mesembrina (лат.) — вид плоских пиявок (Glossiphoniidae).

## Описание
Тело листообразное, плоское. На спинной поверхности имеется 6 рядов сенсорных сосочков. Окраска сероватая, по медиальной линии проходит несколько более тёмная продольная полоса.
На переднем конце тела имеется три пары глаз, занимающих 2-е, 3-е и 6-е кольца (сегменты II, III, IV).
Тело сегментированное. Сегменты I и II сливаются воедино. Сегменты III—IV и XXV—XXVI состоят из 2 колец, сегмент V — из 3 колец на спинной стороне и 2 на брюшной, сегменты VI—XXIV — из 3 полных колец. Сегмент XXVII состоит из единственного кольца.
Пищеварительная система сквозная. Глотка продолжается до XIII сегмента, где переходит в U-образно изогнутый пищевод. Сегменты XII—XIV занимают диффузные слюнные железы. Желудок (сегменты XIV—XIX) с 6 парами карманов (отростков), передние 5 пар из которых простые, мешковидные, последняя же пара удлинённая и простирается кзади.
Гермафродиты. Имеются семенной и яйцевой мешки. Мужское и женское половые отверстия (гонопоры) разделены 1 кольцом (мужская гонопора расположена между кольцами a1 и a2 сегмента XII, женская — между кольцами a2 и а3). Семенных мешков 6 пар, располагаются на границах сегментов с XIII/XIV по XVIII/XIX Семявыносящие протоки с каждой стороны поворачиваются в сторону медиальной линии тела, расширяясь в достаточно толстый матово-белый семяпровод, переходящий в мускулистый семяизвергательный канал.

## Распространение
Пресноводный вид. Обнаружена в Аргентине (провинции Неукен и Рио-Негро).

## Таксономия
Молекулярные данные отсутствуют. На основании морфологических и зоогеографических соображений, сближается с такими видами, как Alboglossiphonia australiensis, Alboglossiphonia conjugata, Alboglossiphonia intermedia, Alboglossiphonia multistriata, Alboglossiphonia novaecaledoniae. В частности, для всех этих видов характерно наличие 1 кольца между гонопорами. Alboglossiphonia mesembrina является единственным представителем южноамериканской фауны в этой группе, тогда как в целом для перечисленных видов свойственно обитание в Африке и Австралии.